# Lekkoatletyka na Letnich Igrzyskach Paraolimpijskich 2012 – 100 metrów T44 mężczyzn
W biegu na 100 metrów kl. T44 mężczyzn podczas Letnich Igrzysk Paraolimpijskich 2012 rywalizowało ze sobą 20 zawodników. W konkursie udział wzięli sportowcy z jedną kończyną amputowaną powyżej kolana.

## Wyniki

### Eliminacje
Bieg 1
| Poz. | Zawodnik                       | Narodowość                    | Rezultat | Uwagi  |
| ---- | ------------------------------ | ----------------------------- | -------- | ------ |
| 1    | Jonnie Peacock                 | Wielka Brytania               | 11,08    | Q, =PR |
| 2    | Jerome Singleton               | Stany Zjednoczone             | 11,46    | Q      |
| 3    | Alan Fonteles Cardoso Oliveira | Brazylia                      | 11,56    | q      |
| 4    | Marcio Fernandes               | Republika Zielonego Przylądka | 12,16    |        |
| 5    | David Behre                    | Niemcy                        | 12,27    |        |
| 6    | Riccardo Scendoni              | Włochy                        | 12,45    |        |
| 7    | Jia Tianlei                    | Chiny                         | 12,49    |        |

Bieg 2
| Poz. | Zawodnik             | Narodowość        | Rezultat | Uwagi |
| ---- | -------------------- | ----------------- | -------- | ----- |
| 1    | Oscar Pistorius      | Południowa Afryka | 11,18    | Q     |
| 2    | Blake Leeper         | Stany Zjednoczone | 11,34    | Q     |
| 3    | Liu Zhiming          | Chiny             | 11,84    | q     |
| 4    | Markus Rehm          | Niemcy            | 11,92    |       |
| 5    | Jean-Baptiste Alaize | Francja           | 12,11    |       |
| 6    | Iwan Prokopjew       | Rosja             | 12,21    |       |
| 7    | Robert Mayer         | Austria           | 12,61    |       |

Bieg 3
| Poz. | Zawodnik         | Narodowość        | Rezultat | Uwagi |
| ---- | ---------------- | ----------------- | -------- | ----- |
| 1    | Arnu Fourie      | Południowa Afryka | 11,29    | Q     |
| 2    | Richard Browne   | Stany Zjednoczone | 11,33    | Q     |
| 3    | Alister McQueen  | Kanada            | 12,02    |       |
| 4    | Christoph Bausch | Szwajcaria        | 12,09    |       |
| 5    | Andre Oliveira   | Brazylia          | 12,35    |       |
| 6    | Jun Haruta       | Japonia           | 12,69    |       |

### Finał
| Poz. | Zawodnik                       | Narodowość        | Rezultat | Uwagi |
| ---- | ------------------------------ | ----------------- | -------- | ----- |
| 1    | Jonnie Peacock                 | Wielka Brytania   | 10,90    | PR    |
| 2    | Richard Browne                 | Stany Zjednoczone | 11,03    |       |
| 3    | Arnu Fourie                    | Południowa Afryka | 11,08    |       |
| 4    | Oscar Pistorius                | Południowa Afryka | 11,17    |       |
| 5    | Blake Leeper                   | Stany Zjednoczone | 11,21    |       |
| 6    | Jerome Singleton               | Stany Zjednoczone | 11,25    |       |
| 7    | Alan Fonteles Cardoso Oliveira | Brazylia          | 11,33    |       |
| 8    | Liu Zhiming                    | Chiny             | 11,97    |       |